# Азиатский малый сокол
Азиатский малый сокол (лат. Neohierax insignis) — вид птиц из семейства соколиных (Falconidae). Относится к монотипичному роду Neohierax. Распространены в юго-восточной Азии.

## Описание
Длина тела азиатского карликового сокола варьирует от 24 до 28 см; масса тела — от 84 до 112 г; размах крыльев — от 42 до 49 см. Характеризуются относительно большой головой и ногами, коротким крыльями, длинным и закругленным хвостом. Выражен половой диморфизм. Самки в среднем немного крупнее самцов, главным образом из-за более длинного хвоста. У самцов голова и верхняя часть мантии беловатые с тёмными прожилками, поэтому выглядят полосато-серыми; в остальном, верхняя часть тела грифельно-серая, за исключением белого надхвостья. Нижняя часть тела от белого до кремового цвета, с бледно-серым оттенком на боках. Ноги, основание клюва и кожа вокруг глаза жёлтые. Кончик клюва серого цвета. Взрослая самка имеет сходную окраску, только макушка, затылок и мантия каштанового цвета.

## Биология
Естественной средой обитания являются сухие диптерокарповые и смешанные леса, особенно более открытые или  расчищенные участки, края лесов, а также лесистая саванна. Часто демонстративно сидят на верхушке или верхних ветках дерева или куста, иногда с наклонённой головой. Способны цепляться за ствол дерева, подобно дятлам, и даже взбираться по нему, не раскрывая крыльев.

### Питание
Питаются ящерицами и насекомыми, которых собирают с земли или на деревьях. В отличие от соколов рода Microhierax, они не ловят насекомых в воздухе.

### Размножение
Единственное достоверно описанное гнездо было найдено в Таиланде 28 марта 1996 года и располагалось в старом дупле дятла на высоте 12 м над землёй на 24-метровом дереве Shorea obtusa. В нем находились два белых яйца размером 35,4 на 15,6 мм и 32,5 на 24,7 мм. Самка высиживала яйца днем, а ночью оба родителя устраивались в дупле на ночёвку.

## Классификация и распространение
Выделяют три подвида:
- N. i. insignis Walden, 1872 — западная и центральная части Мьянмы
- N. i. cinereiceps Baker, 1927 — юг Мьянмы и северо-запад Таиланда
- N. i. harmandi (Oustalet, 1876) — Лаос, Вьетнам и Камбоджа